# Associação Carnavalesca de Duque de Caxias
A Associação Carnavalesca de Duque de Caxias (ACDUC) foi uma entidade representativa dos bloco carnavalescos de Duque de Caxias.
Sendo fundada no dia 18 de dezembro de 1979, tendo os blocos que são também filiados a Federação dos Blocos, como: Bloco do China, Esperança de Nova Campina, Flor da Primavera, Império do Gramacho, Laureano, Parada Angélica, Simpatia do Jardim Primavera.. além do Lira de Ouro, Império da Leopoldina, Imalê Ifé
 e Unidos do Jardim Gramacho. sendo que desfilavam no Centro do município, na segunda-feira de carnaval. acabando esse desfile, organizado pela própria ACDUC. devido a problemas internas entre o então administração de Caxias. além de que também era realizado as chamadas Embaixadas do Samba, onde todos os filiados se encontravam. sendo que em 2013, ia retornar, mas devido a situação caótica do município, não pode ser realizar os desfiles. que ficará para 2014.